# Vicente Martín

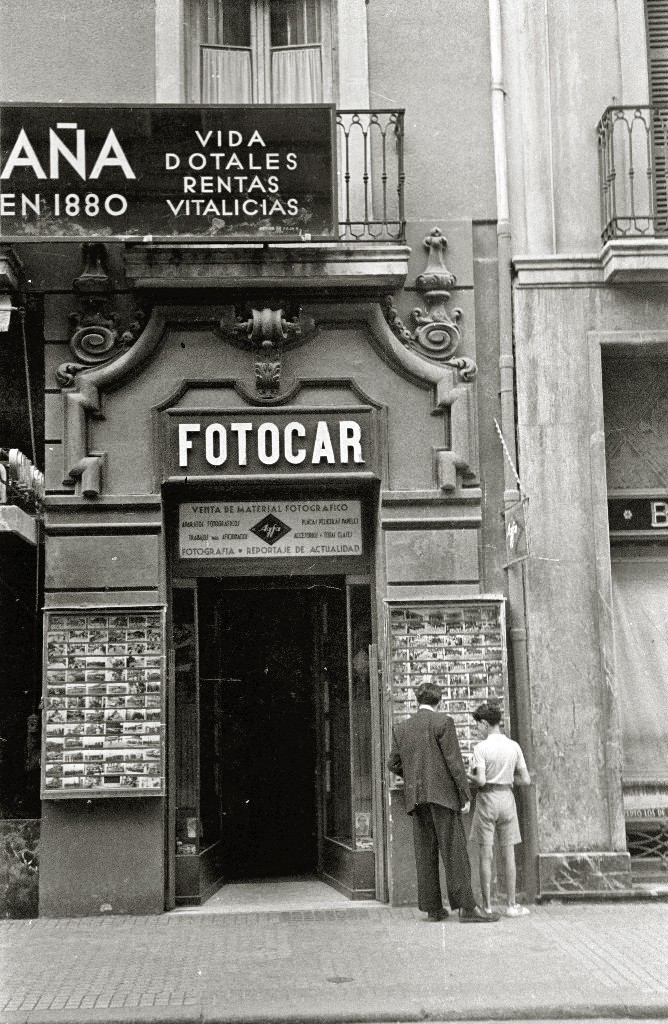
Rodinný fotografický podnik Foto Car

Vicente Martín Zugasti (1926, San Sebastián – 8. září 2016, tamtéž) byl španělský fotograf ze San Sebastiánu. Byl synem Ricarda Martína a Agustiny Zugasti a stejně jako oni zanechal zajímavé dokumenty ze své doby.

## Životopis
Pokračoval v práci svého otce. Přestěhoval se do fotografického obchodu Photo Carte, který založil a vybudoval jeho otec. Zpočátku převzala podnikání Agustina Zugasti, Vicenteova matka. Během španělské občanské války zaujali jeho matka, Vicent a zaměstnanci obchodu prorepublikánský postoj. Fotografie dokumentující válečné udáklosti vytvořené společností Photo Carte byly známy po celém světě. V roce 1940 je frankisté donutili, aby převedli jméno společnosti do španělštiny, Foto Car.
Vicente byl ženatý s Marií Elenou San Vicente, měli tři děti. Obchod zůstal otevřený až do roku 1991.

## Galerie

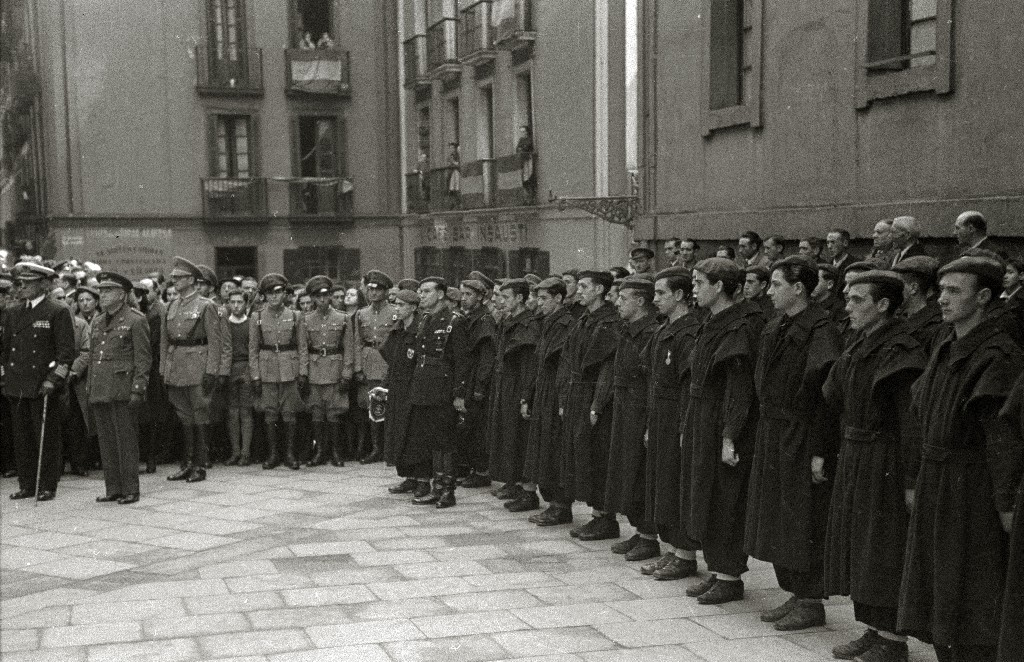
Pocta José Antonio Primo de Riverovi, San Sebastián, 1941
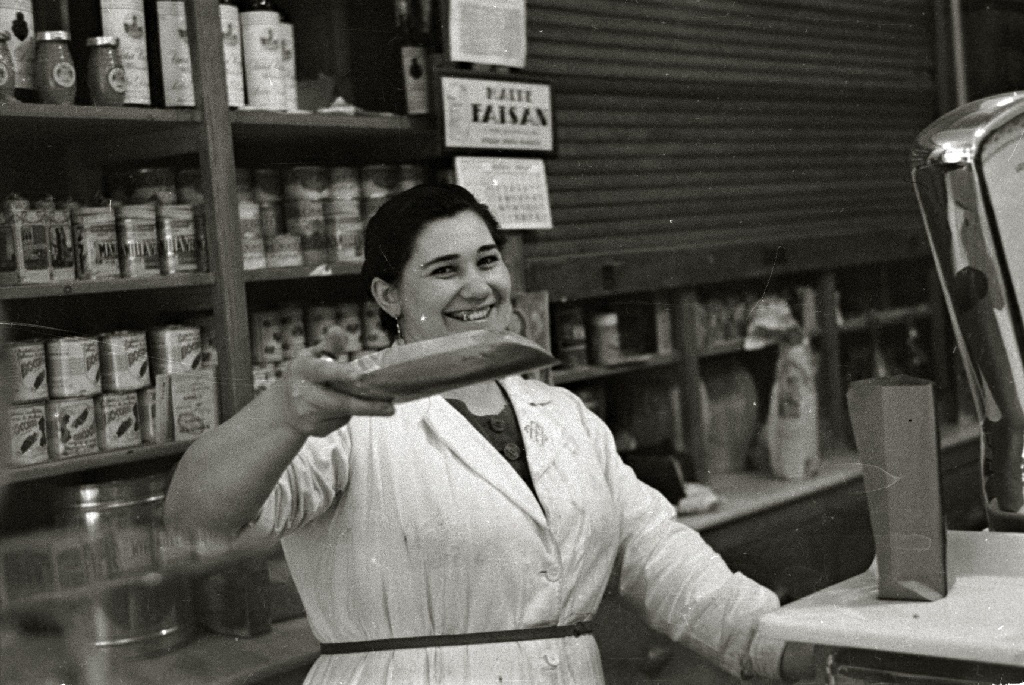
Obchodník z Donostie, 1942
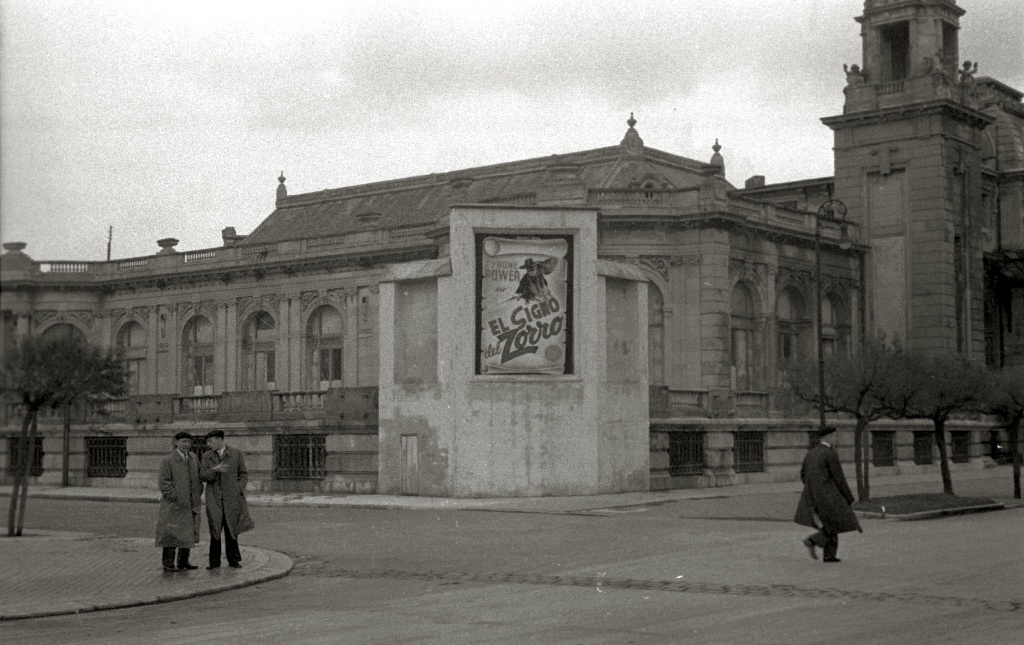
Palác Kursaal, 1944
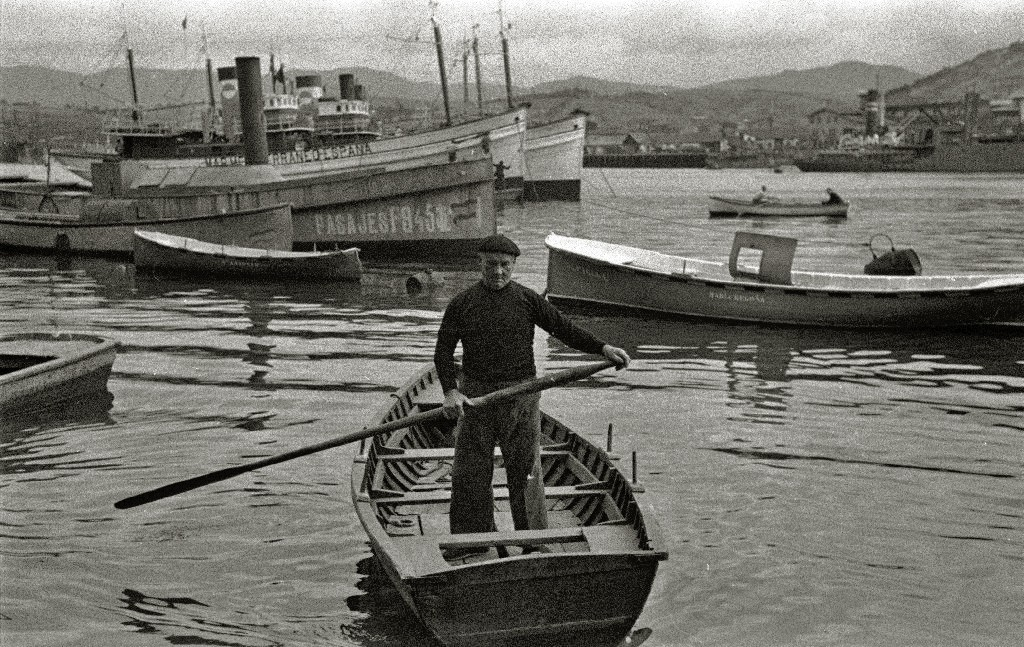
Otec Manuel, patron San Pedro Pasai, 1944
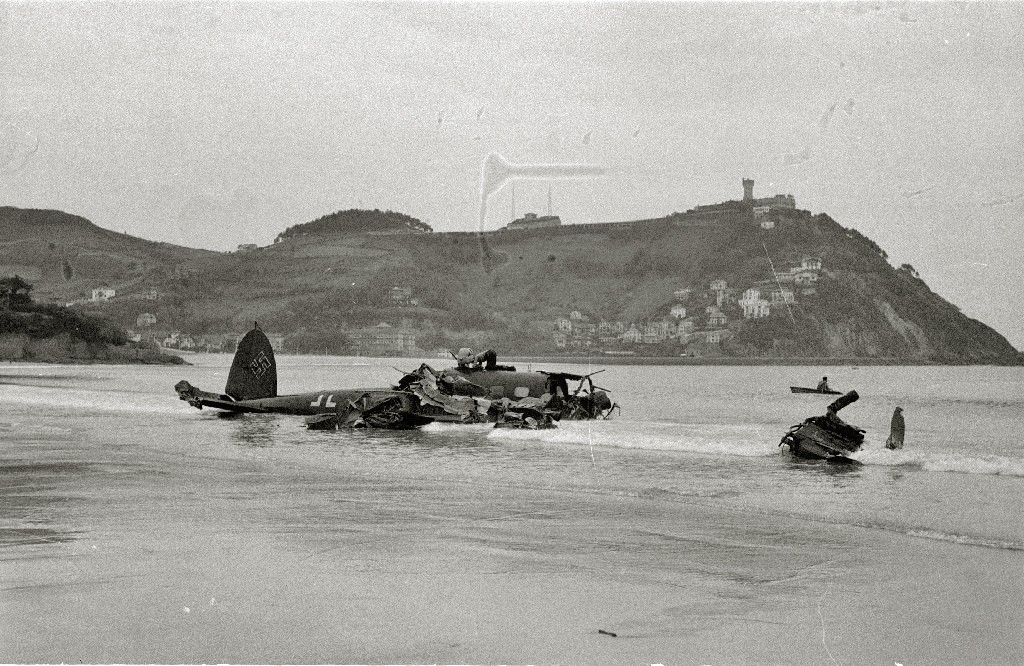
Letadlo použité nacistou Léonem Degrellem k útěku havarovalo na pláži Contxa, 1945
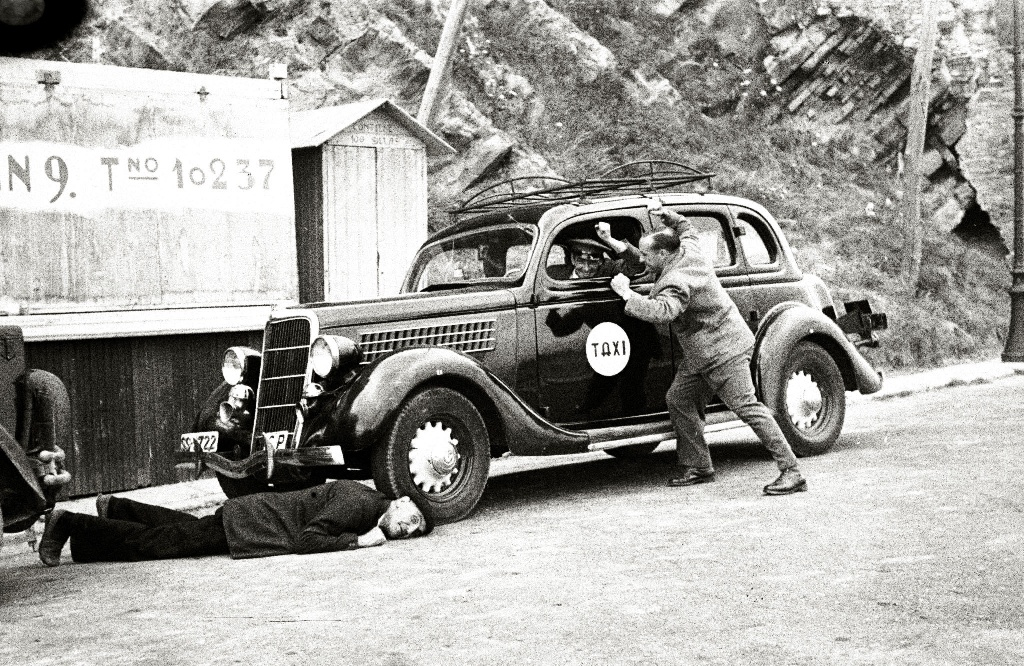
Taxi zaparkované v ulici, 1947
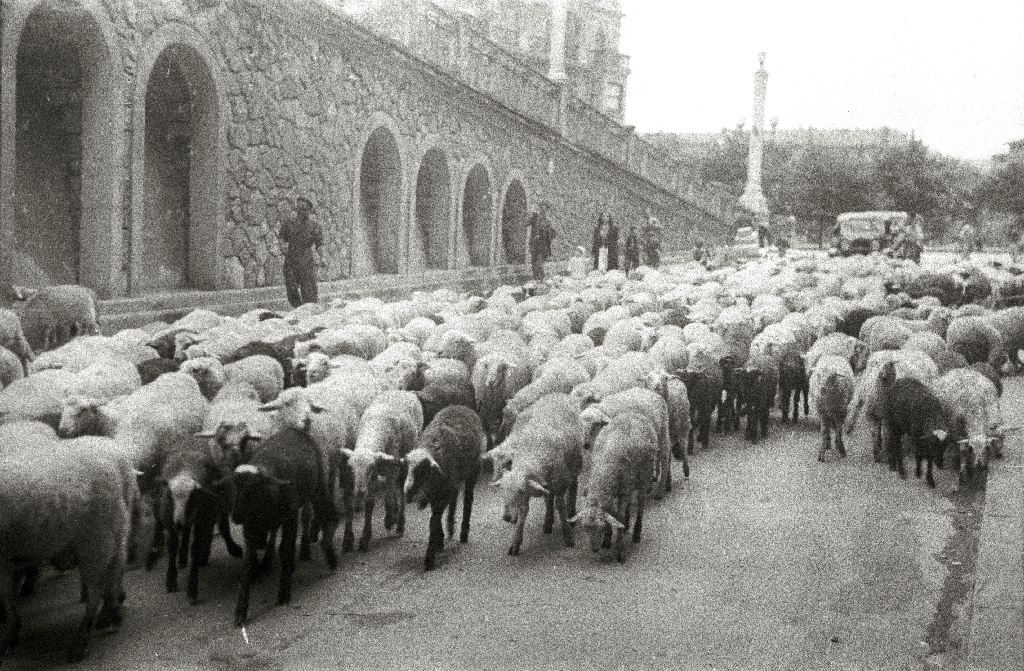
Pastýř se stádem ovcí na ulici Iztueta, 1948
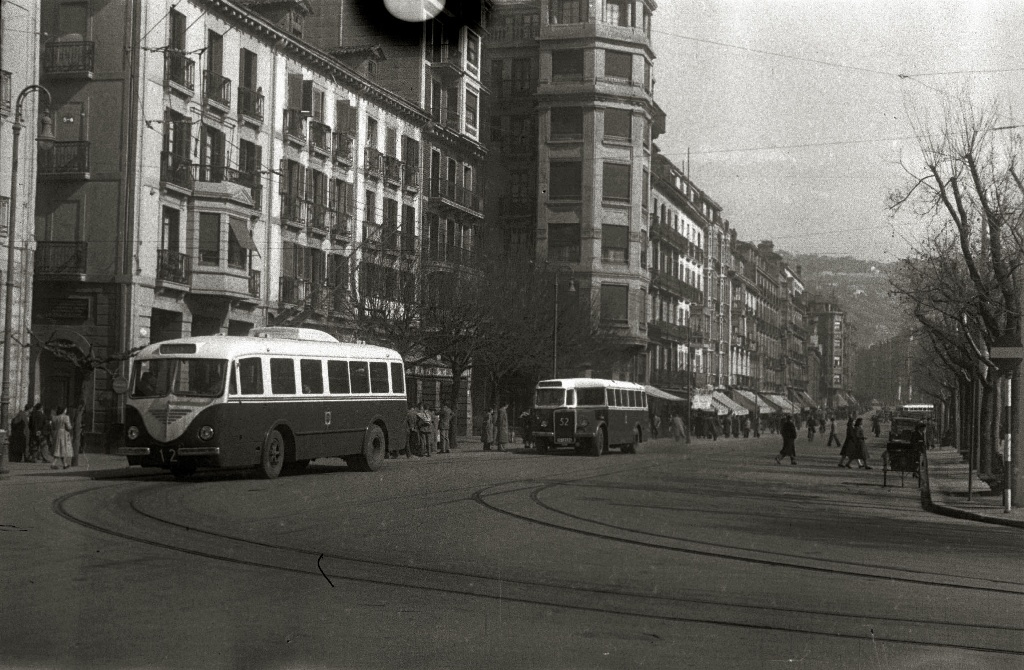
Donostia Boulevard, 1949
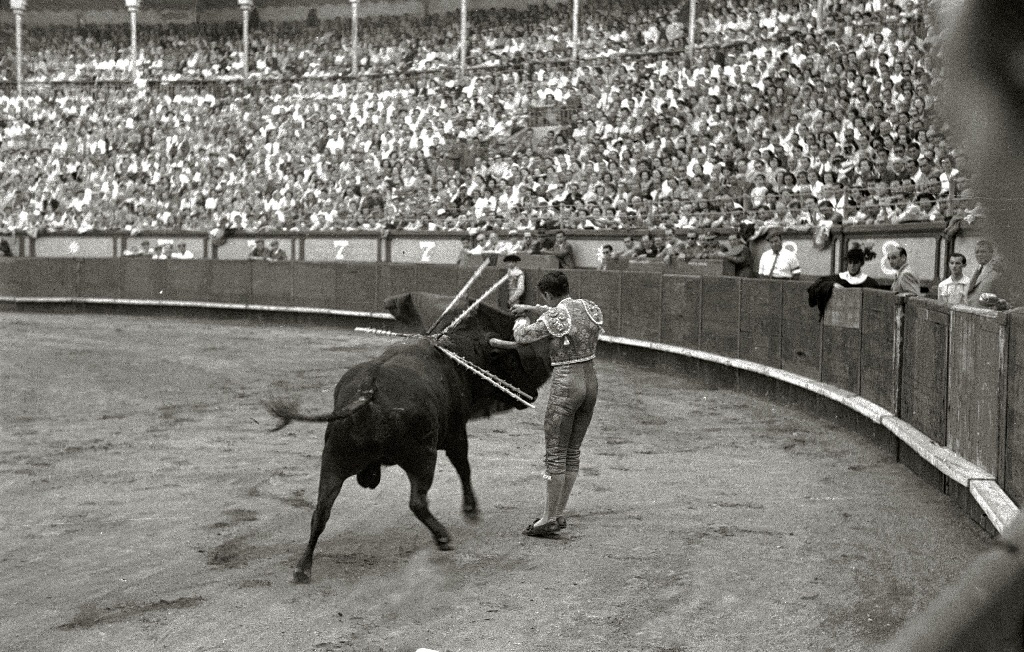
Francisco Franco a jeho manželka Carmen Polo v aréně „El Txofre“ na býčím zápase, 1950